# ヘスース・ウエルタ・デ・ソト
ヘスース・ウエルタ・デ・ソト・バジェステル（Jesús Huerta de Soto Ballester, 1956年 - ）は、スペイン出身の現代オーストリア学派の経済学者、政治哲学者。現在、マドリード、フアン・カルロス王大学政治経済学部教授。
マドリード・コンプルテンセ大学にて1984年法律学、1992年経済学の博士号を取得。スペイン銀行の奨学生として迎えられる。また、スタンフォード大学で学び、MBAを取得。1979年よりマドリード・コンプルテンセ大学法学部で政治経済の教鞭を取る。2000年よりマドリード、レイ・フアン・カルロス大学の法律、社会学部の教授として勤務。2007年10月より同大学にて、欧州連合全諸国公認の唯一のオーストリア学派修士課程で教鞭を取り、ヨーロッパはじめ世界の経済学にその影響を与えている。
2004年5月、学術雑誌「Procesos de Mercado」を創設、編集長を務め、オーストリア学派の論文を年二回、欧州各国公用語で発行している。また、祖父、ヘスース·ウエルタ・ペーニャが1928年に設立したスペイン初の生命保険会社「España, S.A. Compañía Nacional de Seguros」の会長兼社長を務め、保険業に関するその多大な学術的貢献と著作「民間年金プラン」により、1983年、国王フアン·カルロスから国際経済賞が授与される。

## 主な役職歴
- 現在、ルートヴィヒ·フォン·ミーゼス研究所に属す。
- セルバンテス·デ·エストゥディオス・アバンサードス・マドリード社会科学財団（IMDEA）理事
- モンペレリン協会副会長（2000年-2004年）
- 「Quarterly Journal of Austrian Economics（Journal of Markets ＆ Morality）」及び  「New Perspectives on Political Economy」編集委員
- ヒューマン・アクション研究協会の共同創設者
- マドリード・フアン·デ·マリア-ナ研究所協力人

## 受賞、称号
- 2005年、ブリュッセルC.N.Eよりアダムスミス賞。
- 2006年、プラハ経済大学より、フランツ・クメル・メモリアル賞
- 2009年、Gary G. Schlarbaum賞（サラマンカ）
- 2009年、Foment del Treball Nacional勲章 （バルセロナ）
- 2009年 、フランシスコ・マロキン大学より名誉学位贈呈
- 2010年、アレクサンドル・ヨアン・クザ大学（ルーマニア、ヤシ）より名誉学位贈呈
- 2011年、ロシア連邦政府財政大学（モスクワ、1919年、レーニンによって設立）より名誉学位贈呈
- 2013年、ゲッティンゲン大学よりゴールド・ハイエク・メダル贈呈

## ユーロ論争
ミーゼス研究所ブログ・ポストの中で、ウエルタ・デ・ソトは、各国政府による大胆な貨幣供給を妨げるユーロは、「金本位制に次ぐすばらしい通貨制度であると認識すべきだ」と訴えた。ドイツの経済学者アンドレアス・ホフマン（Andreas Hoffmann）はウエルタ・デ・ソトのこの主張に対し、ライプチヒの大学で次のように反論した。「ウエルタ・デ・ソトは、ユーロには,各国の中央銀行が為替レート操作や国債支払いのための通貨発行を防ぐ働きがあると信じているようである。ユーロが、債務及び構造問題を抱えたEU諸国の自由市場の改革を推し進めるものだという彼は言うが、共通通貨への動きは我々がしばしば議論しているように様々な問題があり、リスクが大きいように思える。通貨統合は、例えばもし、恒久的な財政移転がさらに財政再建努力を遅らせることを助長するようになれば、重要な改革（労働市場など）が後回しとなり、構造的な歪みを抱えたままユーロ圏全体の信用が損なわれる恐れにつながる。」
ミーゼス研究所の経済学者ゲイリー・ノースは、「ウエルタ・デ・ソトの論拠は『破滅的な概念の過ち』に基づいたものであり、彼は古典的金本位制の性質を理解していない。彼の意見に賛同するロスバード派は不可解でならない。ウエルタ・デ・ソトのもう一つの概念的過ちは、国際的な通貨為替レートに関するオーストリア派理論への理解不足にある。」とユーロを擁護するウエルタ・デ・ソトを酷評し、「ユーロは近いうちに死滅する。それがよい。」と断言した。
一方、ウエルタ・デ・ソトによるユーロ擁護論とゲイリー・ノースの反論について、同じくミーゼス研究所の経済学者ウォルター・ブロックは、「個人的に議論した結果、ウェルタ・デ・ソト教授が全く正しく、ノース博士の方が間違っているようだ。」と述べている。

## 批評
アンドレ・アセベド・アラベス（Andre Azevedo Alves）とホセ・モレイラ（José Moreira）は、ウエルタ・デ・ソトを16世紀のイエズス会、サラマンカ学派の銀行理論を最も完全な形にまとめた人物だと評している。
リーランド・イェーガー（Leland Yeager）は、ウエルタ・デ・ソトが1992年に著した「Socialism, Economic Calculation, and Entrepreneurship」について、説教的な方法論は別にして、非常にすばらしい洞察力ある作品だと評価している。

## 著作
- Planes de pensiones privados (1984)
- Lecturas de economía política, ed. (3 vols, 1984 - 1987).
- Socialismo, cálculo económico y función empresarial (1992).
- Estudios de economía política (1994).
- Dinero, crédito bancario y ciclos económicos (1998). 蔵研也訳 『通貨・銀行信用・経済循環』 春秋社 2015年
- La escuela austriaca: mercado y creatividad empresarial (2000). 蔵研也訳 『オーストリア学派　市場の秩序と起業家の創造精神』 春秋社 2017年
- Nuevos estudios de economía política (2002).
- Ahorro y previsión en el seguro de vida (2006).
- The Theory of Dynamic Efficiency (2009).

## 寄稿論文
スペイン語原文及びその他翻訳はウエルタ・デ・ソトWEBサイトを参照
- "A critical analysis of central banks and fractional-reserve free banking from the Austrian school perspective". The Review of Austrian Economics (Kluwer Academic Publishers) 8 (2):25-38. 1995.
- “New Light on the Prehistory of the Theory of Banking and the School of Salamanca”. The Review of Austrian Economics 9 (2): 59–81. 1996.
- “The Ongoing Methodenstreit of the Austrian School”. Journal des Économistes et des Études Humaines. 8 (1):75–113 1998.
- “Conjectured History and Beyond,” Humane Studies Review. 6 (2):10. Winter, 1998–1999.
- "A Critical Note on Fractional-Reserve Free Banking,” Quarterly Journal of Austrian Economics. 1 (4):25-49. Winter, 1998.
- "The Ethics of Capitalism". Journal of Markets & Morality, (Acton Institute) 2 (2):150-163. 1999. ISSN 1098-1217
- "Hayek’s Best Test of a Good Economist". Procesos de Mercado: Revista Europea de Economía Política. I (2):121-124. 2004. ISSN 1697-6797
- “The Essence of the Austrian School”. Economic Affairs (Blackwell Publishing) 29 (2):  42–45. (2009). doi:10.1111/j.1468-0270.2009.01892.x. ISSN 0265-0665. OCLC 439651091.
- “The Fatal Error of Solvency II”. Economic Affairs (Blackwell Publishing) 29 (2):  74–77. (2009). doi:10.1111/j.1468-0270.2009.01900.x. ISSN 0265-0665. OCLC 439651128.
- “Economic Recessions, Banking Reform and the Future of Capitalism I”. Economic Affairs (Blackwell Publishing) 31 (2). (2011). ISSN 0265-0665. OCLC 729292944.